# 다섯 손가락 (1952년 영화)
다섯 손가락(5 Fingers)은 미국에서 제작된 조셉 L. 맨키위즈 감독의 1952년 드라마, 스릴러 영화이다. 제임스 메이슨 등이 주연으로 출연하였고 오토 랭 등이 제작에 참여하였다.

## 출연

### 주연
- 제임스 메이슨
- 다니엘 다리유

### 조연
- 마이클 레니
- 월터 햄프던
- 허버트 버호프
- 존 웬그라프
- 벤 아스타

## 제작진
- 미술: 조지 W. 데이비스
- 미술: 라일 R. 휠러
- 의상: 찰스 르 마리